# Cerkiew św. Jana Chrzciciela w Liskach
Cerkiew św. Jana Chrzciciela w Liskach – dawna cerkiew greckokatolicka św. Jana Chrzciciela, zbudowana w 1872, znajdująca się w Liskach.
Od 1875 prawosławna, a po 1947 przejęta przez rzymskich katolików i użytkowana jako kościół filialny św. Mikołaja parafii w Przewodowie.

## Historia obiektu
Źródła historyczne podają, że w Liskach już w 1531 istniała cerkiew. W 1761 była to cerkiew Jana Chrzciciela i należała do dekanatu waręskiego. Obecnie istniejącą drewnianą świątynię wzniesiono w 1872 z fundacji Jana Krzyżanowskiego jako cerkiew unicką także pod wezwaniem św. Jana Chrzciciela. Już po trzech latach, wskutek likwidacji unickiej diecezji chełmskiej, obiekt przejęła parafia prawosławna. Po 1947 obiekt przejęty przez kościół katolicki. W 1981 rozebrano zakrystię północną, a w 1983 dokonano nieznacznego remontu. Remont generalny kościoła przeprowadzono w 2000.

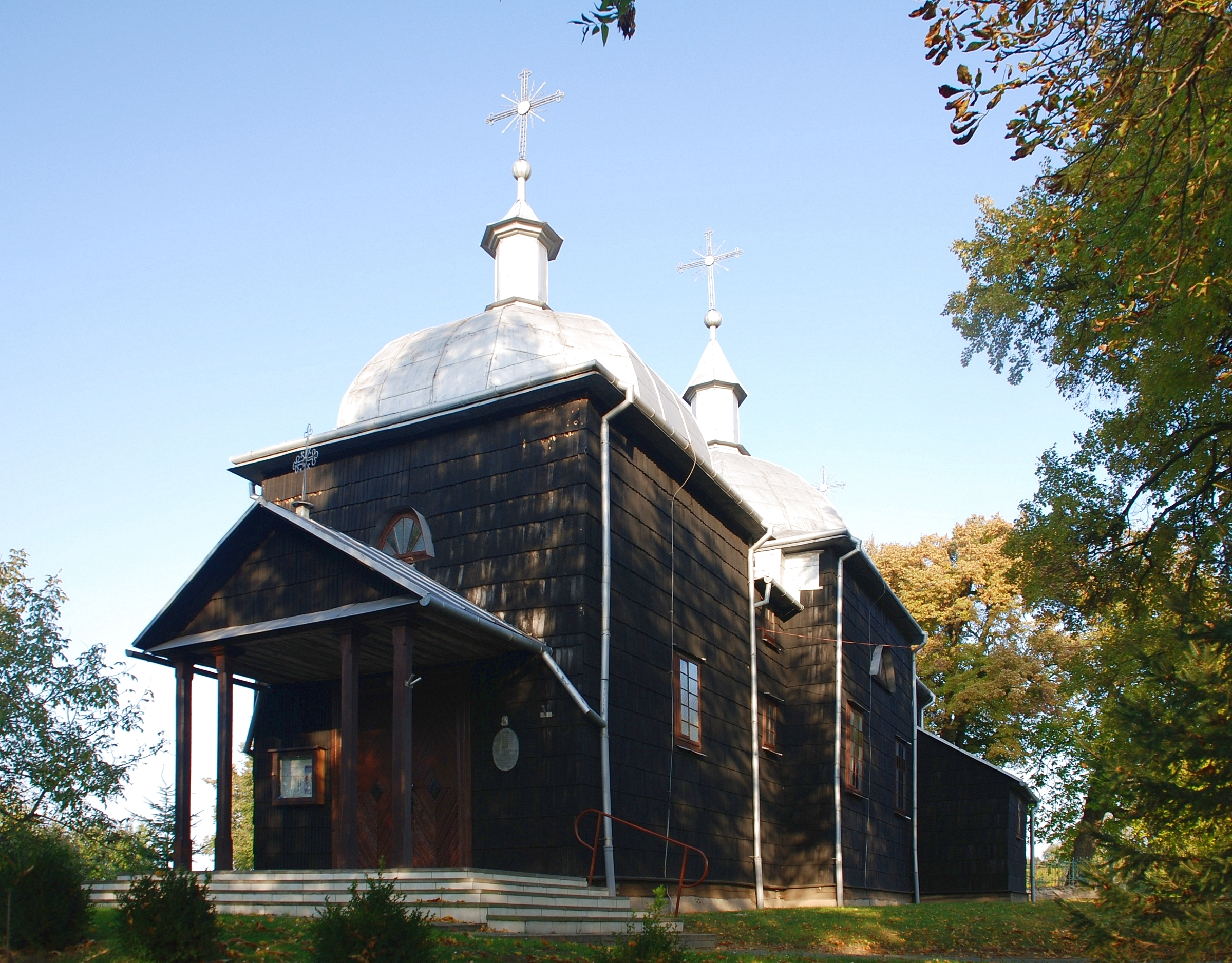
Elewacja frontowa
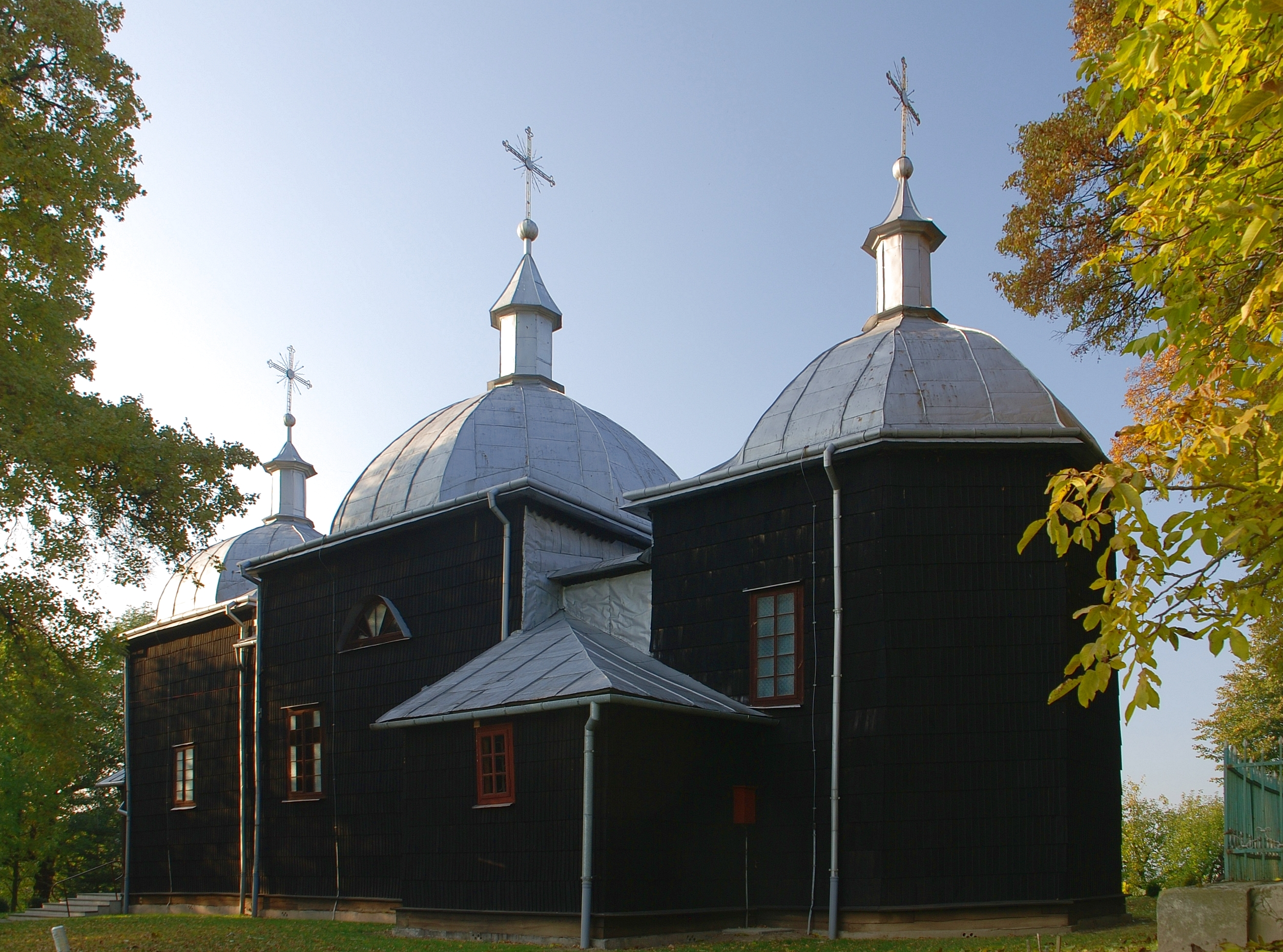
Widok od strony południowej
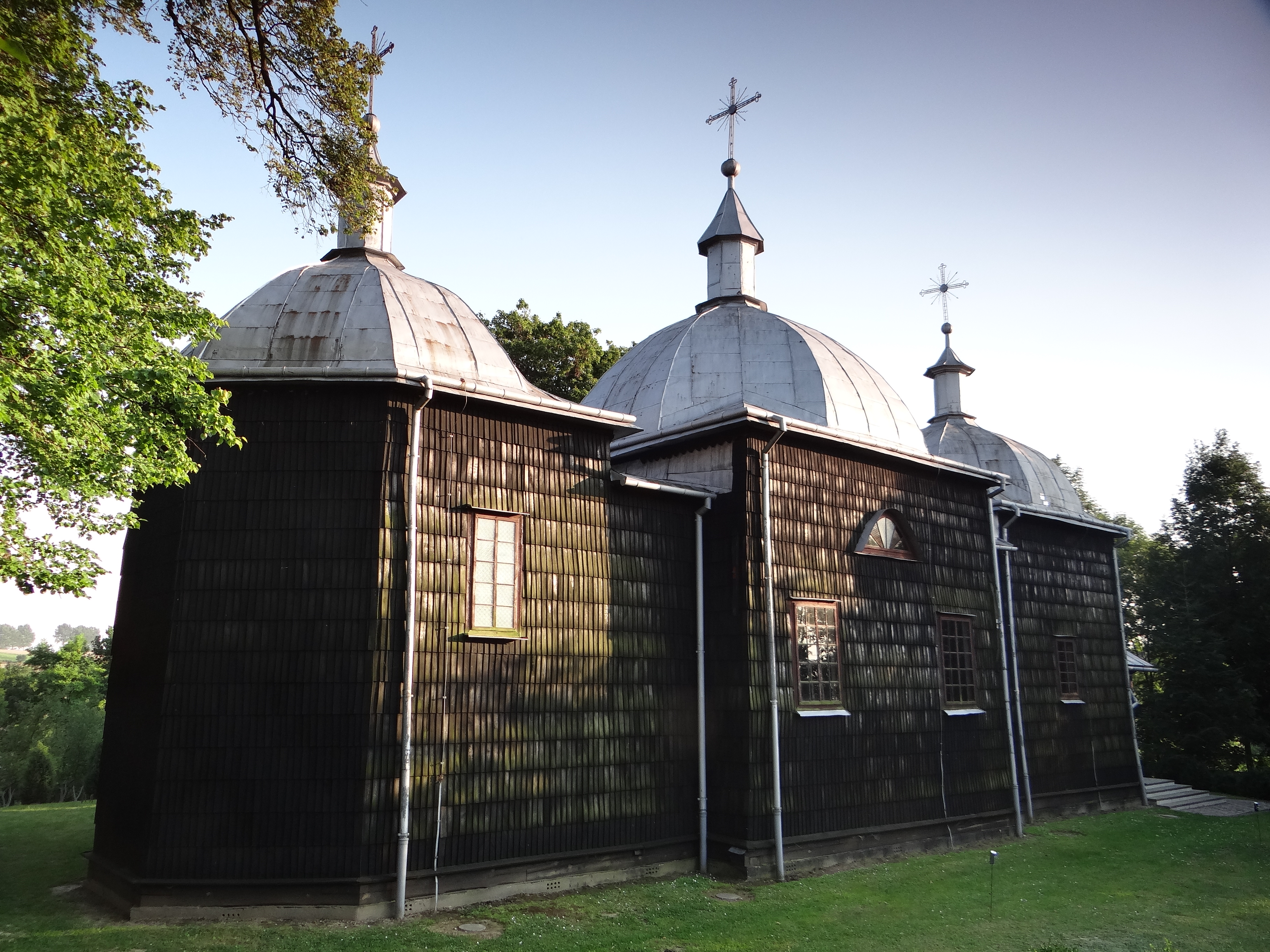
Elewacja północna

## Architektura i wyposażenie
Jest to cerkiew trzykopułowa, orientowana, drewniana, konstrukcji zrębowej, zwęgłowana na rybi ogon na dębowej podwalinie na ceglanej otynkowanej podmurówce. Bryła świątyni dwukondygnacyjna, przykryta ośmiopołaciowymi kopułami zwieńczonymi latarniami z hełmami w formie zbliżonej do stożków zakończonymi żelaznymi krzyżami. Cerkiew orientowana, o halowej trójdzielnej strukturze: do kwadratowej nawy przylegają, połączone prostokątnymi łącznikami, węższe także kwadratowe prezbiterium i babiniec. Po południowej stronie prezbiterium kwadratowa zakrystia. Główne wejście do babińca poprzedzone gankiem przykrytym dwuspadowym daszkiem wspartym na czterech słupach. Ściany są oszalowane pionowymi deseczkami układanymi na zakładkę. Wszystkie kopuły i daszki pokryte blachą ocynkowaną.
Wewnątrz w kopułach ośmiopolowe pozorne sklepienia, w pozostałych pomieszczeniach stropy. Zachowała się polichromia wykonana w 1875, przedstawiająca sceny z życia Jezusa i Marii oraz wizerunki ewangelistów. Z wyposażenia z okresu budowy o tradycjach barokowo-klasycystycznych przetrwał oryginalny ikonostas, ołtarz główny i boczne oraz ambina.

## Wokół cerkwi
Świątynia położona na wyniosłym wzgórzu, w przedłużeniu dawnego parku dworskiego. Od południowego zachodu stoi murowana, trójarkadowa zabytkowa dzwonnica z 1930. Obok świątyni cmentarz przycerkiewny z kryptą grobową fundatorów cerkwi Krzyżanowskich i poprzedniego właściciela wsi Ignacego Majewskiego, nagrobkami oraz zbiorową mogiłą 86 zamordowanych mieszkańców wsi.

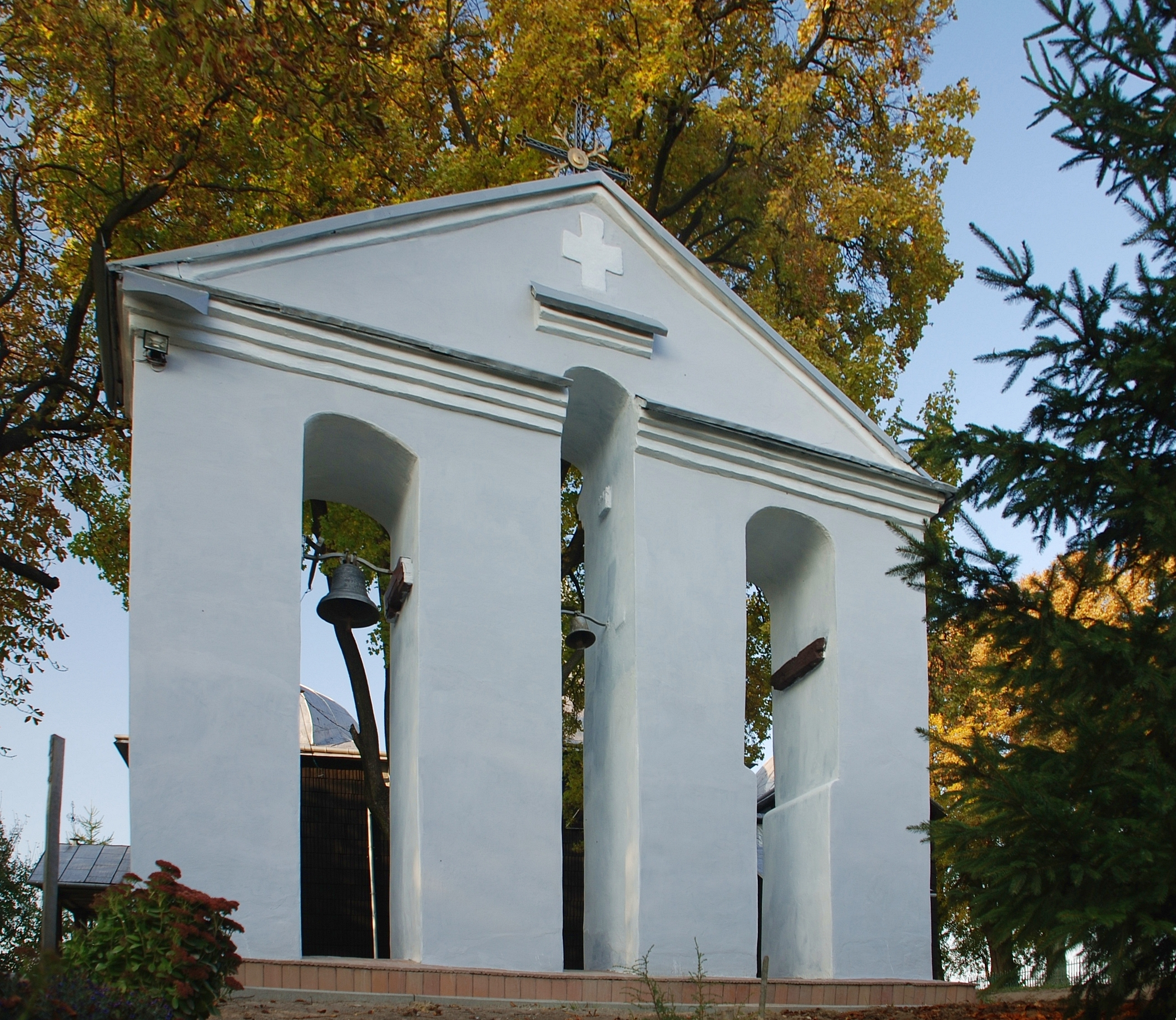
Dzwonnica
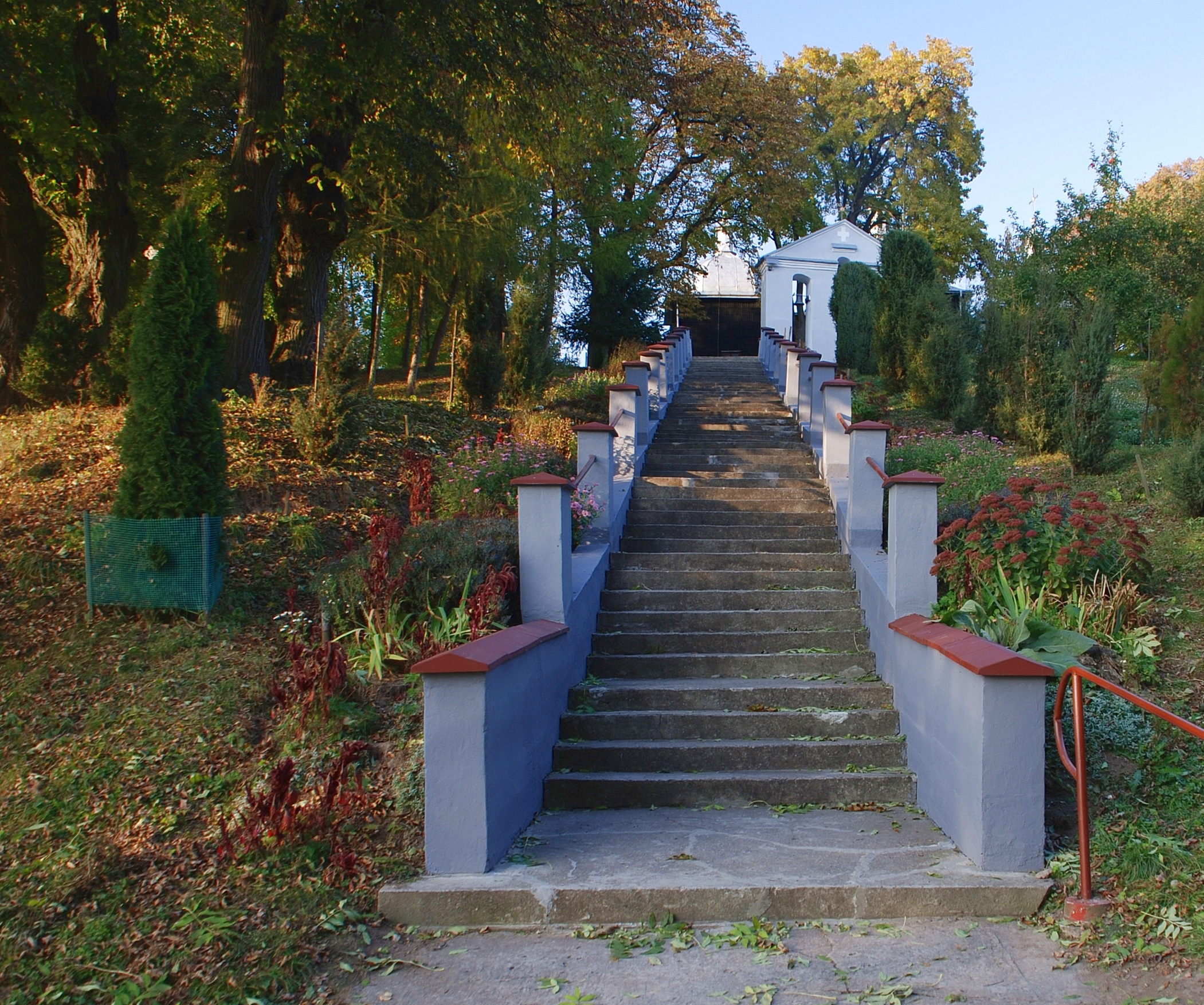
Dojście
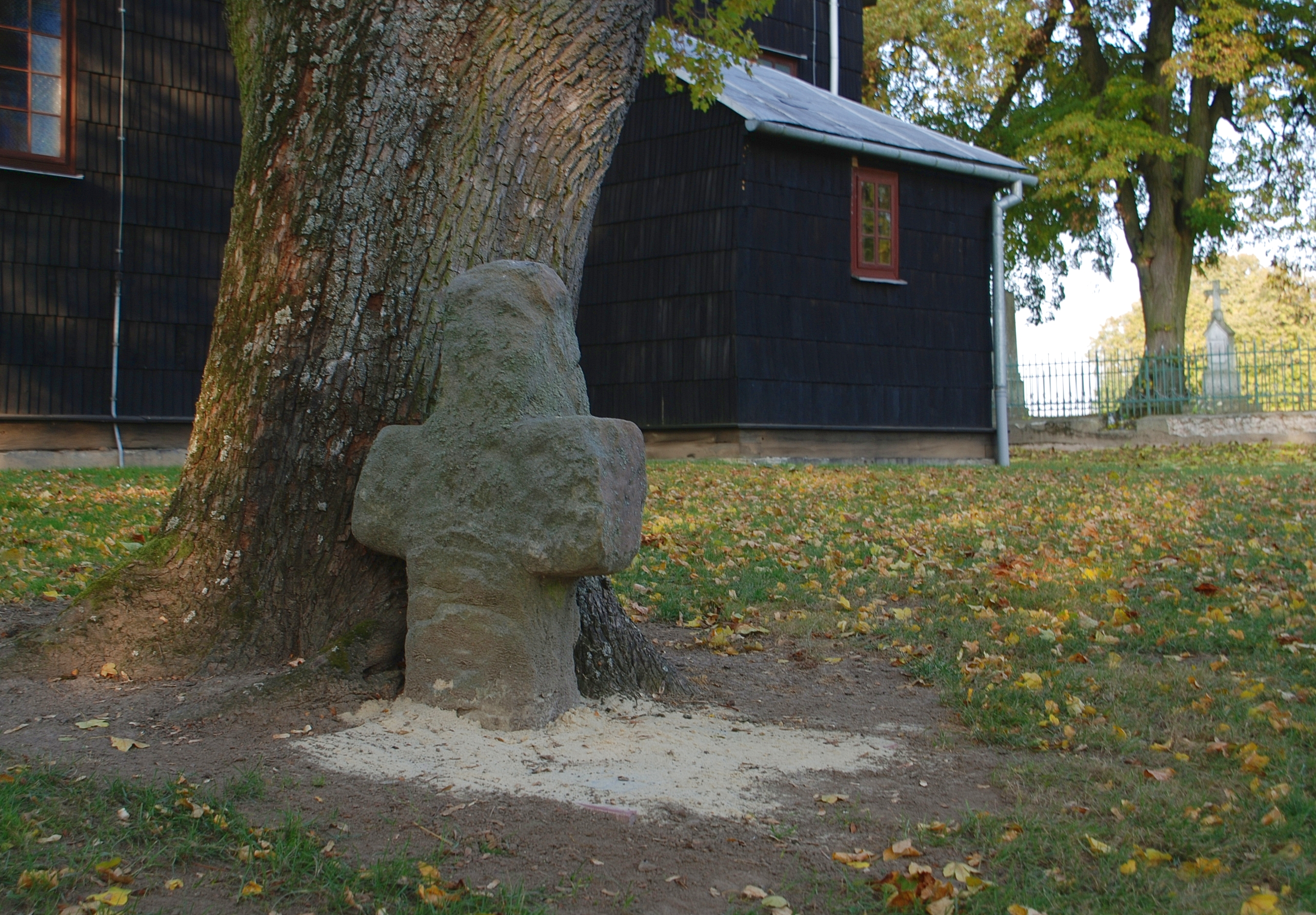
Obok

## Turystyka
Cerkiew jest obiektem Transgranicznego szlaku turystycznego Bełżec - Bełz.